# Curassanthura jamaicensis
Curassanthura jamaicensis là một loài chân đều trong họ Leptanthuridae. Loài này được Kensley miêu tả khoa học năm 1992.